# Samoa Air (2012)
Samoa Air (offiziell Island Enterprises Limited) war eine Regionalfluggesellschaft mit Geschäftssitz in Apia, der Hauptstadt Samoas. Das Unternehmen stellte seinen Betrieb im Herbst 2015 ein. Die Gesellschaft löste im Jahr 2013 ein internationales Medienecho aus, weil sie ihre Passagiere wog und den Ticketpreis individuell auf Basis des Körpergewichts berechnete.

## Geschichte
Samoa Air wurde im Frühjahr 2012 in Apia als Inlandsfluggesellschaft von dem ehemaligen RAAF-Piloten Chris Langton gegründet und nahm am 15. Juni 2012 mit einer Britten-Norman BN-2 Islander (Kennzeichen: 5W-CSJ) den Betrieb auf. Ein zweites Flugzeug dieses Typs (5W-JUN) stellte sie fünf Tage später in Dienst. Die Gesellschaft bediente anfangs vom Apia-Fagali'i ausgehende nationale Linienstrecken nach Asau sowie Maota und war daneben im Charterverkehr tätig. Als drittes Flugzeug wurde am 12. September 2012 eine Cessna 172P (5W-RJO) auf das Unternehmen registriert.
Im November 2012 begann Samoa Air damit, ihre Passagiere mitsamt dem Gepäck zu wiegen und die Flugpreise anhand des Gesamtgewichtes festzulegen. Nach eigenen Angaben war sie weltweit die erste Fluggesellschaft mit einer solchen Preispolitik. Firmenchef Chris Langton gab an, dass er darin auch eine Erziehungsmaßnahme für Übergewichtige sah. Die Idee wurde von der Leiterin des Gesundheitsamtes Samoas begrüßt. In Samoa waren damals über 80 % der Bevölkerung übergewichtig. Damit gehörte der Inselstaat zusammen mit seinen Nachbarn Nauru, Tonga und den Cookinseln zu den Staaten mit den meisten Übergewichtigen.
Am 11. März 2013 nahm die Gesellschaft internationale Linienflüge von Apia-Fagali'i, Faleolo und Maota nach Pago Pago sowie Ofu in Amerikanisch-Samoa auf. Daneben richtete sie eine von Faleolo ausgehende Verbindung nach Vavaʻu in Tonga ein, die mit Zwischenstopps in Niuatoputapu und Niuafoʻou (ebenfalls Tonga) bedient wurde.
Diese Strecke wurde nach kurzer Zeit wieder aufgegeben. Das Unternehmen flog im Juni 2013 international nur noch Pago Pago an.
Samoa Air beförderte von Juli 2012 bis Juni 2013 lediglich 400 Passagiere und 420 kg Luftfracht. Im März 2014 stellte sie den Linienverkehr ein und veräußerte die zwei Britten-Norman BN-2 Islander. Anfang 2015 war nur noch die Cessna 172P auf das Unternehmen registriert, die als Lufttaxi für Gelegenheitsdienste genutzt wurde. Die Gesellschaft plante zu dieser Zeit in Kooperation mit der kiribatischen Coral Sun Aviation eine über Funafuti (Tuvalu) geführte Verbindung nach Tarawa (Kiribati) einzurichten, was jedoch nicht realisiert wurde. Ab dem 10. Februar 2015 setzte das Unternehmen eine gemietete Cessna 337G (VH-ODL) für die Regierung Vanuatus zur Fischereiüberwachung ein, wobei Australien die Kosten für diese Einsätze übernahm. Samoa Air stellte ihren Flugbetrieb im November 2015 ein, nachdem das australische Verteidigungsministerium den Vertrag für die Kontrollflüge aufgekündigt hatte.

## Flotte
- Britten-Norman BN-2 Islander (betrieben von 2012 bis 2014)
- Cessna 172P (betrieben von 2012 bis 2015)
- Cessna 337G (betrieben 2015)